# دوامة (فيزياء)

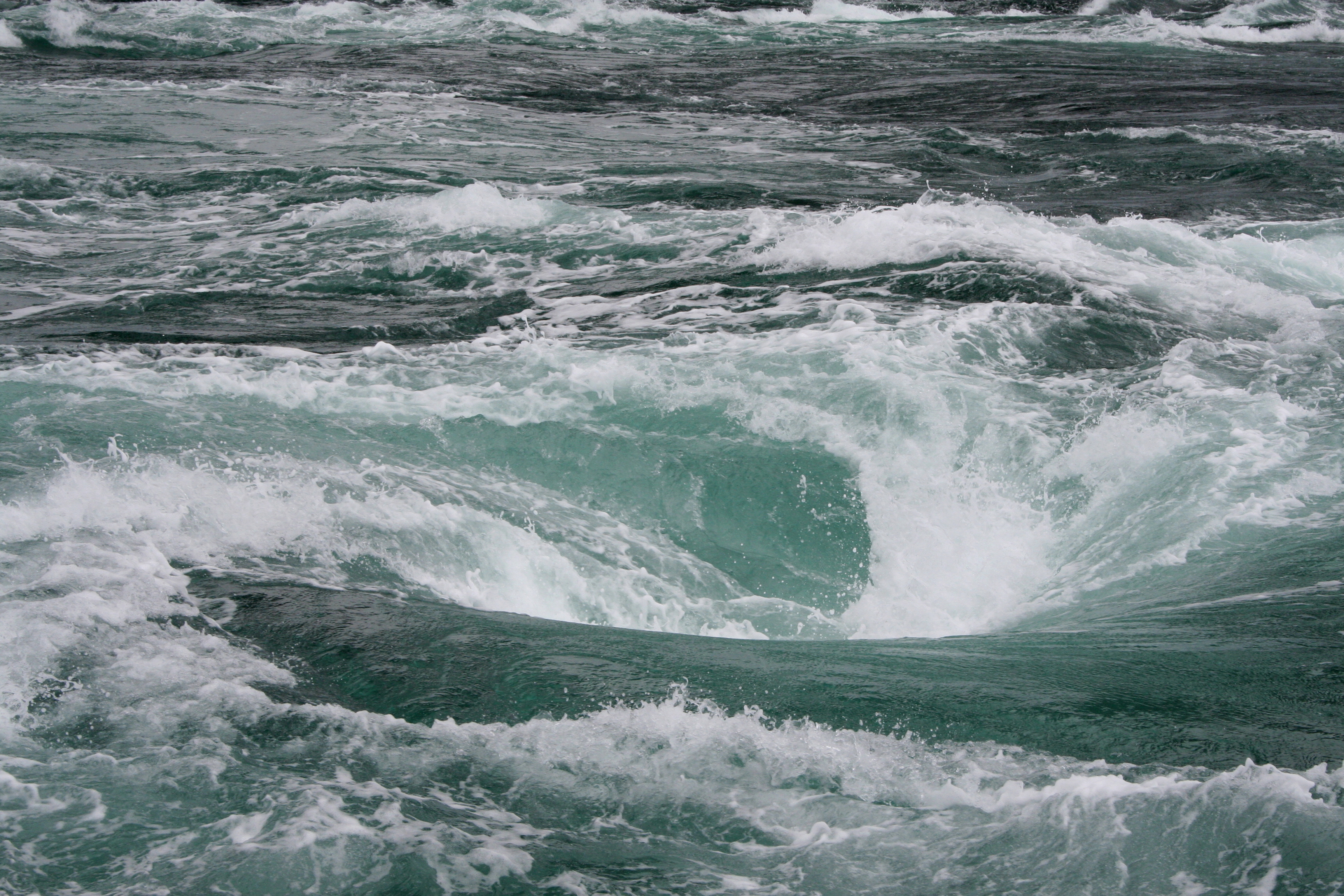
دوامة بحرية

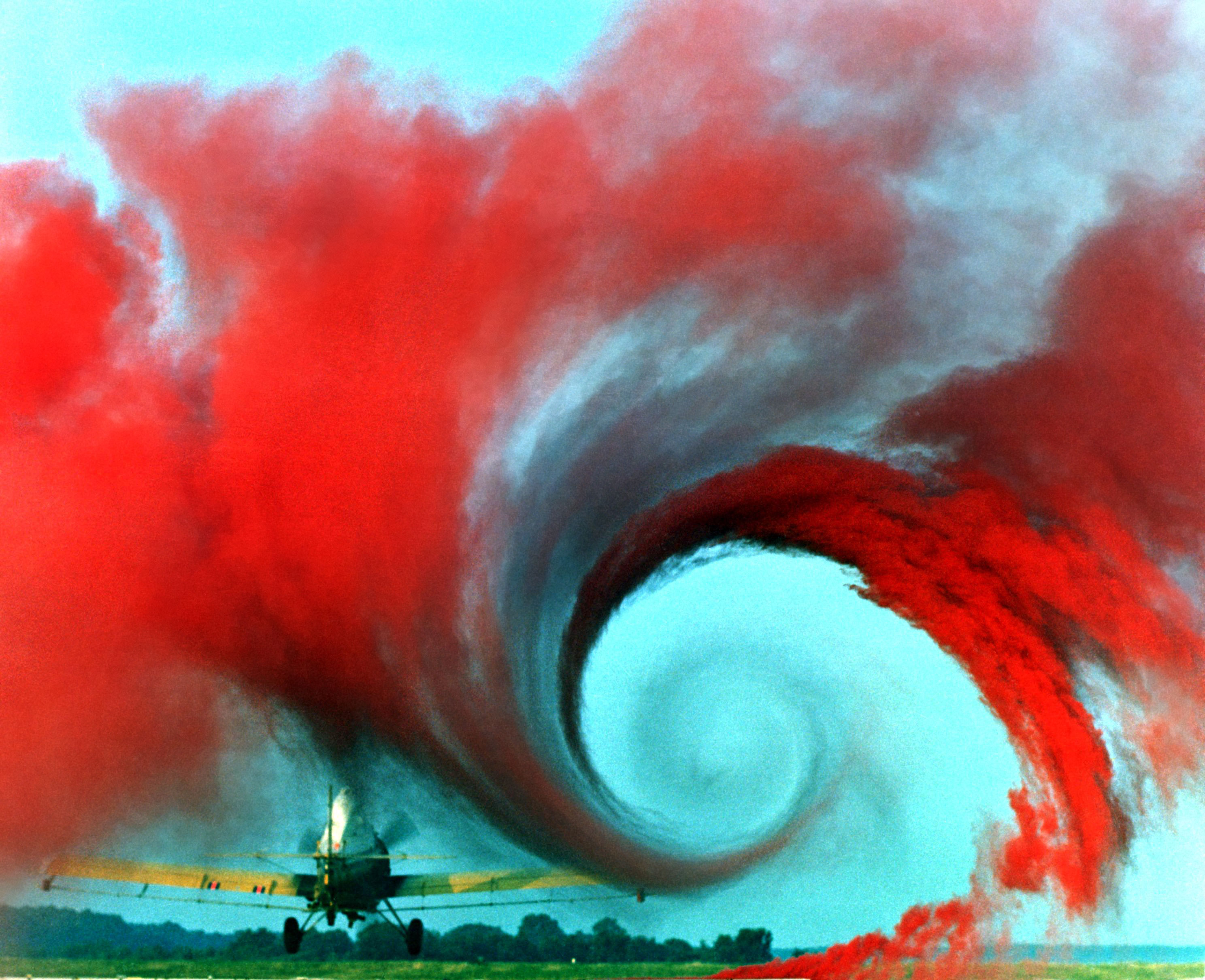
تيار دوامي

الدوامة في ديناميكا السوائل، هي منطقة في وسط سائل، بحيث يكون التدفق في الغالب عبارة عن حركة دورانية حول محور وهمي مستقيم أو منحنٍ، تتشكل الدوامة في وسط مضطرب، كالسوائل أو الغازات أو وسط بلازمي. ومن أمثلتها الشائعة الحلقات الدخانية والدردور أثر الزورق في الماء، وفي أطراف المجاديف أثناء التجديف والرياح المحيطة بالأعاصير الاستوائية والأعاصير القمعية والدوامات الرملية؛ هذا وتعدّ الدوامات من الميزات البارزة لغلاف المشتري الجوي.
وتعد الدوامات مكون رئيسي للجريان المضطرب؛ ففي غياب القوى الخارجية تعمل اللزوجة داخل السوائل على تنظيم التدفق في مجموعات تسمى الدوامات اللادورانية، بما في ذلك الدوامات الواسعة. في كل دوامة، تزداد سرعة التدفق كلما اقتربنا من المحور، وتنخفض (تناسب عكسي) بزيادة البعد عن المحور.
وبمجرد أن تتشكل الدوامات يمكنها الانتقال والتمدد والالتواء والتفاعل بطرق معقدة. تمتاز الدوامة المتحركة بوجود بعض الزخم الزاوي والطولي وبعض الطاقة ولها كتلة.

## الخصائص

### الدوامية

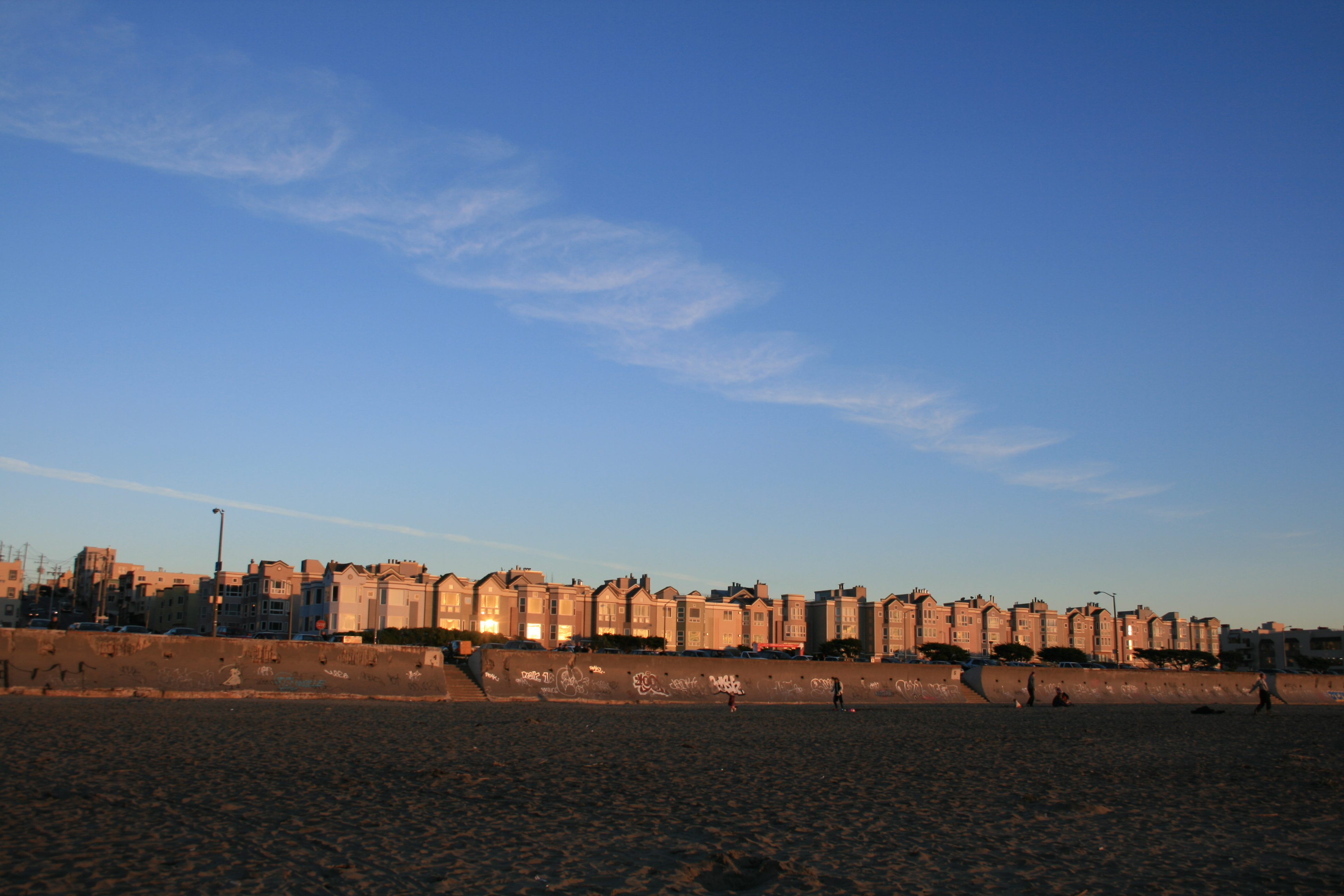
حالة عدم استقرار تتمثل في غيمة طائرة سببتها طائرة نفاثة، توضّح كيفية نشوء الدوامة في الجو (وسط غاز سائل) أثناء مرور الطائرة.

الدوامية هي مفهوم أساسي من مفاهيم ديناميكا الدوامات؛ فهي قوة متجهة تصف الحركة الدائرية المحلية في نقطة داخل السائل. نظرياً، يمكن ملاحظة الدوامة عن طريق وضع كرة صغيرة ه ثقيلة عند نقطة المراقبة وملاحظة كيف تدور حول محورها. يعرّف اتجاه متجه الدوامة على أنه اتجاه مجور دوران الكرة الوهمية (حسب قاعدة اليد اليمنى) في حين يكون طولها ضعف السرعة الزاوية للكرة. رياضياً، تعرف الدوامة على أنها دوران حقل التسارع للمائع، وتعطى بـ
{\displaystyle {\vec {\omega }}}
ويعبّر عنها بصيغة تفاضل شعاعي:
{\displaystyle \nabla \times {\vec {\mathit {u}}}}
حيث:
{\displaystyle \nabla } هي معامل نابلا
{\displaystyle {\vec {\mathit {u}}}} هو تسارع التدفق المحلي

### أنواع الدوامات
نظرياً، تختلف سرعة الجزيئات "u" في الدوامة (وبالتالية الدوامية) بتغيّر المسافة "r" عن المحور. ثمة حالتان خاصتان مهمتان، هما:

دوامة جسم صلب

- إذا كان السائل يدور مثل جسم جامد - أي إذا كانت تسارع الدوران الزاويّ Ω منتظماً، بحيث تزيد السرعة "u" بالتناسب مع البعد عن المحور r - فإن كرة صغيرة يحملها التيار سوف تدور حول مركزها وكأنها جزء من الكتلة الجامدة. في هذه الحالة فإن الدوامية تكون متساوية في كل مكان: ويكون إتجاهها موازياً لمحور الدوران ويكون مقدارها ضعف التسارع الزاويّ المنتظم Ω للسائل حول محور الدوران:
{\displaystyle {\vec {\Omega }}=(0,0,\Omega ),\quad {\vec {r}}=(x,y,0),}
{\displaystyle {\vec {u}}={\vec {\Omega }}\times {\vec {r}}=(-\Omega y,\Omega x,0),}
{\displaystyle {\vec {\omega }}=\nabla \times {\vec {u}}=(0,0,2\Omega )=2{\vec {\Omega }}.}

دوامة غير دورانية

إذا كانت سرعة الجسيمات u تتناسب عكسياً مع المسافة r (البعد عن المحور)، فإن كرة الاختبار الوهمية لن تدور حول نفسها؛ لكنها ستحافظ على نفس الإتجاه بينما تتحرك في دائرة حول محور الدوامة. في هذه الحالة، فإن الدوامية {\displaystyle {\vec {\omega }}} عند أي نقطة غير واقعة على المحور، وعليه يكون التدفق «لادوراني»:
- {\displaystyle {\vec {\Omega }}=(0,0,\alpha r^{-2}),\quad {\vec {r}}=(x,y,0),}
{\displaystyle {\vec {u}}={\vec {\Omega }}\times {\vec {r}}=(-\alpha yr^{-2},\alpha xr^{-2},0),}
{\displaystyle {\vec {\omega }}=\nabla \times {\vec {u}}=0.}

#### الدوامات غير الدورانية

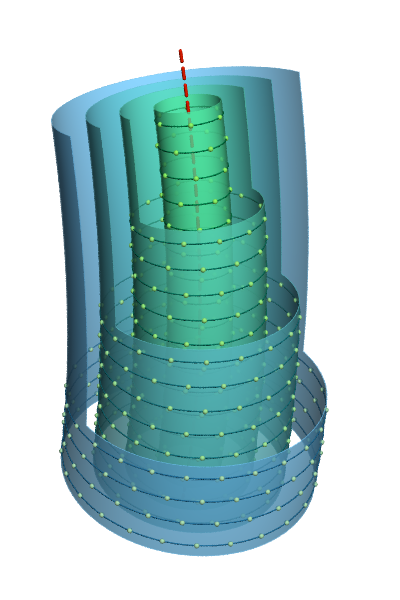
خطوط مسار الجسيمات السائل حول محور (خط متقطع) من دوامة غير دورانية مثالية. (أنظر animation)

في غياب القوى الخارجية، فإن الدوامة عادة ما تتطور بسرعة كبيرة باتجاه نمط التدفق اللادوراني، حيث تتناسب سرعة التدفق (الجريان) عكسياً مع المسافة، ولهذا السبب يُطلق على الدوامات اللادورانية أيضاً اسم «الدوامات الحرة».
داخل الدوامة اللادورانية، يكون الدوران (حركة الموائع) مساوٍ للصفر حول أي منحنى مغلق لا يحيط بمحور الدوامة، وله قيمة ثابتة {\displaystyle \Gamma } لأي منحنى يحيط بالمحور مرة واحدة. وعندها يكون المكون التماسي لسرعة الجسيم مساوٍ لـ {\displaystyle u_{\theta }=\Gamma /(2\pi r)}. وبالتالي فإن الزخم الزاوي (كمية الحركة الزاوية) لكل وحدة كتلة مرتبطة بمحور الدوامة يكون ثابتاً {\displaystyle ru_{\theta }=\Gamma /(2\pi )}.
مع ذلك فإن تدفق الدوامة اللادوراني المثالي غير قابل للتحقيق فعلياً، لأنه يعني ضمناً أن سرعة الجسيم (وبالتالي القوة اللازمة للحفاظ على الجسيمات في مساراتها الدائرية) ستزداد بدون قيود كلما اقتربت من محور الدوامة. في الواقع، في الدوامات الحقيقة هناك دائماً منطقة مركزية حول المحور يتوقف عندها تزايد تسارع الجسيم وبالتالي يتناقص التسارع حتى يؤول إلى الصفر كلما قلت المسافة (أي البعد عن المحور). في هذه المنطقة فإن التدفق لا يكون لادورانياً: وتصبح الدوامية {\displaystyle {\vec {\omega }}} غير صفرية، ويكون الاتجاه موازٍ لمحور الدوامة. تعتبر «دوامة رانكين» نموذجاً يمثل تدفقاً دورانياً لجسم صلب عندما تكون المسافة r أقل من المسافة الثابتة r0 أما خارج تلك المنطقة الدورانية، فيكون التدفق لادورانياً. يمثل نموذج «دوامة لامب-أوسين» حلاً مطابقاً لمعادلات نافييه-ستوكس التي تصف حركة الموائع، وتفترض تماثلاً اسطوانياً، حيث:
{\displaystyle u_{\theta }=(1-e^{-r^{2}/(4\nu t)})\Gamma /(2\pi r).}
في الدوامات اللادورانية، تتحرك الموائع بسرعات مختلفة داخل التيارات المتقاربة، لذا يكون هناك دائماً احتكاك بينها، ما يؤدي إلى فقدان الطاقة في جميع أنحاء الدوامة، خاصةً بالقرب من المركز.

#### الدوامات الدورانية

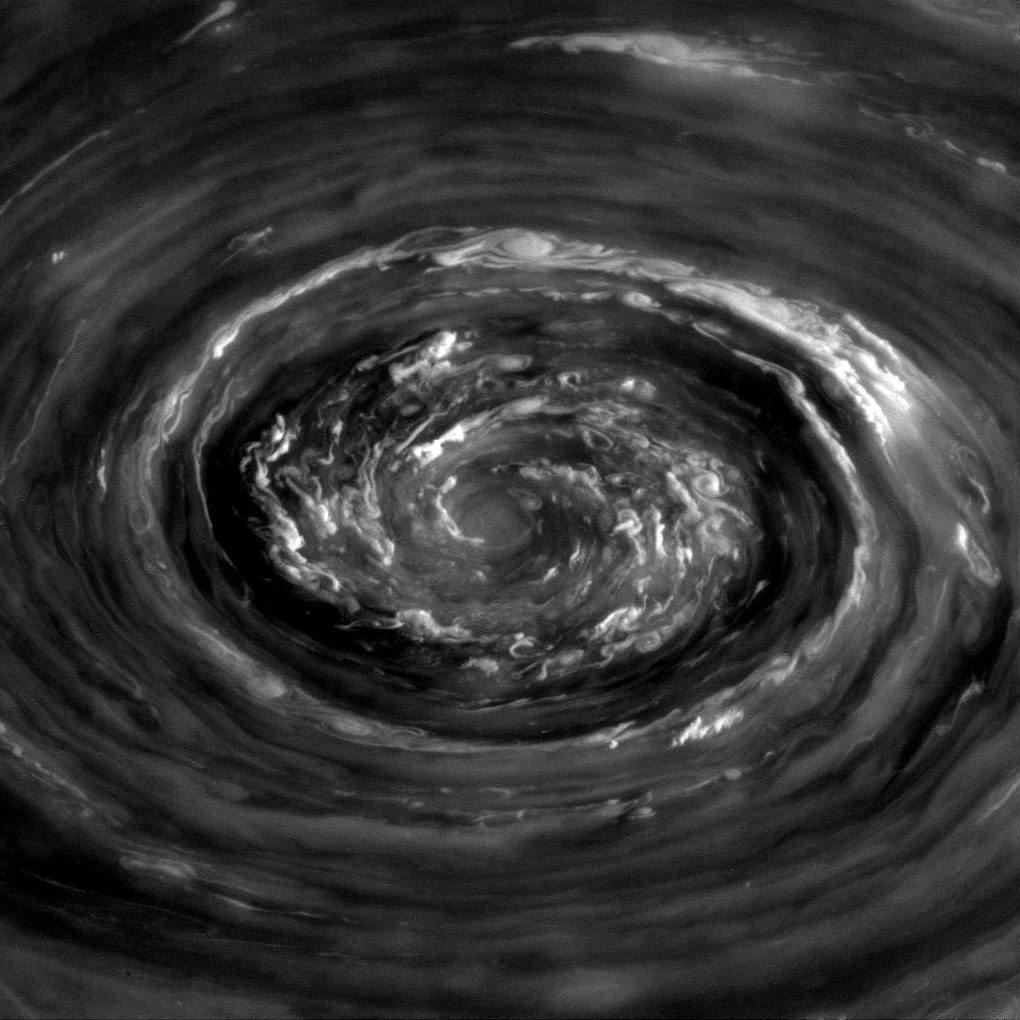
The cloud vortex Saturn's hexagon is at the north pole of the planet زحل.

الدوامات الدورانية – تلك التي تكون الدوامية فيها غير مساوية للصفر بعيداً عن المركز- يمكنها البقاء على هذه الحالة فقط عند وجود قوى اضافية خارجية، غير تلك القوة الناتجة عن حركة السائل نفسه.
على سبيل المثال، إذا تم تحريك دلو من الماء بحركة دائرية بسرعة زاويّة ثابتة مقدارها w حول محوره العمودي، فإن الماء في نهاية المطاف سوف يدور بحركة دورانية على طريقة تدفق الجسم-الصلب. وسوف تتحرك الجسيمات بدوائر بتسارع u مساوٍ لـ "wr". في هذه الحالة، يتخذ سطح الماء الحر شكل القطع المكافئ.
توفر حالة تقييد دوران الجسم-الصلب في هذا المثال قوة إضافية، وهي قوة الضغط الانحداري الإضافية داخل الماء وتكون موجهة إلى الداخل، وبدورها تمنع هذه القوة الإضافية تحول تدفق الجسم-الصلب إلى حالة التدفق اللادوراني.

### الضغط في الدوامات

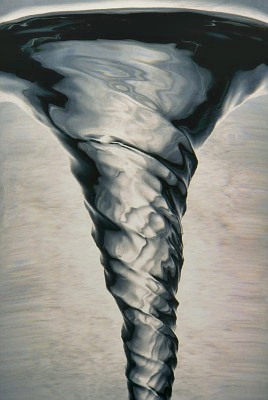
دوامة تكونت من تفريغ زجاجة ماء

تُنشِئ حركة تدفق الماء في الدوامة ضغطاً ديناميكياً (إضافةً إلى أي ضغط هيدروستاتيكي) يكون أقل مقداراً كلما اقترب من المنطقة المركزية، بالقرب من المحور ويزداد كلما ابتعدت عنه، وفقاً لمبدأ بيرنولي. ويمكننا القول بأن هذا التدرّج في الضغط يجبر تدفق الماء على اتخاذ شكل مقوّس حول المحور.
في الدوامة الصلبة يكون تيار الماء ذو كثافة ثابتة، حيث يتناسب الضغط الديناميكي مع مربع المسافة r عن المحور.
وفي حقل جاذبية ثابتة، سيعد سطح الماء، إن وُجد، سطحاً مكافئاً مقعراً.
في الدوامة اللادورانية يكون التدفق ذو الكثافة الثابتة والتماثل الاسطواني، يختلف الضغط الديناميكي P∞ − K/r2، حيث P∞ هي الضغط المحدود للبعد اللانهائي من المحور.
تضع هذه الفرضية حداً آخر لمدى بعد مركز الدوامة، حيث أن الضغط لا يمكن أن يكون سالباً. وسينخفض سطح الماء (إن وُجد) بشدّة بالقرب من خط المحور، بعمق يتناسب عكسياً مع r2.
من الممكن أحياناً رؤية محور الدوامة في الهواء وذلك بسبب عمود بخار الماء الناجم عن التكاثف في الضغط المنخفض والحرارة المنخفضة في المحور؛ مثال على ذلك الإعصار القمعي.
عندما يصل خط الدوامة على حدود السطح فإن الضغط المنخفض قد يجلب بعض الأجسام من السطح للمحور. على سبيل المثال، الزوبعة أو عفريت الغبار هو عمود من الغبار المنقول في محور الدوامة الهوائية المتصلة بالأرض. وعلى نفس المنوال، عندما تصل الدوامة المائية إلى سطح الماء (مثلما يحدث عندما تتشكل دوامة صغيرة فوق مجاري حوض الإستحمام) فإنها قد تجلب عموداً من الهواء إلى أسفل المحور.
قد تمتص الدوامة الأمامية والممتدة من محرك طائرة مركونة الماء والحجارة الصغيرة إلى داخل المحور ومن ثم إلى داخل المحرك.

## التطور
لا يلزم أن تكون الدوامات بمميزات ثابتة لأن بإمكانها التنقل وتغيير شكلها.
في دوامة متحركة، لم تعد مسارات الجسيمات مغلقة ولكنها عبارة عن منحنيات لولبية مفتوحة مماثلة للحلزات أو الدويرات.
يمكن أيضا الجمع بين تدفق دوامة ونمط تدفق نصف قطري أو محوري. وفي هذه الحالة الجريان الانسيابي والمسارات ليست منحنيات مغلقة ولكن حلزات أو لوالب على التوالي. هو الحال في الأعاصير وفي دوامات المصارف. وتدعى دوامة بجريان انسيابي حلزوني لتكون لولبية.
تصاحب الدوامة المتحركة السوائل طالما أن تأثير اللزوجة والانتشار ضئيل. ويميل السائل في مركز اللب خاصة (والمادة المحاصرة به) إلى البقاء في مركز اللب كدوامة تتحرك حوله. وهذا نتيجة لنظرية هيلمهولتز الثانية، بالتالي يمكن للدوامات (على عكس السطح وضغط الموجات) نقل الكتلة والطاقة والزخم لمسافات كبيرة مقارنة لحجمها مع القليل من التشتت المفاجيء، ويظهر هذا التأثير من خلال حلقات الدخان واستغلالها في ألعاب حلقة الدوامة والبنادق.
يكون هناك دواماتان أو أكثر متوازية تقريبا وتدور في نفس الاتجاه فتجذب بعضهما البعض وتندمج لتشكل دوامة واحدة ويكون دورانها مساوي لمجموع دوران الدوامات الأساسية. وعلى سبيل المثال جناح طائرة في حالة الارتفاع عن الأرض، مشكلة لوح من الدوامات الصغيرة في حافتها الخلفية، بعد ذلك تندمج هذه الدومات الصغيرة لتشكل دوامة قمة الجناح المستقلة، وهي أقل من وتر الجناح المتدفق من تلك الحافة. وتحدث هذه الظاهرة أيضًا مع جنيحات نشطة أخرى مثل أرياش المروحة. وفي المقابل تميل الدوامتان المتوازية بدوران معاكس إلى البقاء منفصلة مثل دوامتا قمة الجناح للطائرة.
وتحتوي الدوامات على كمية كبيرة من الطاقة في حركة السوائل الدورانية. وفي السائل المثالي لايمكن أن تبدد هذه الطاقة أبدًا وستستمر الدوامة للأبد، ومع ذلك تظهر السوائل الحقيقية اللزوجة وهذا يبدد الطاقة بشكل بطيء من مركز لب الدوامة وهي فقط من خلال تبديد الدوامة بسبب اللزوجة ويمكن لخط الدوامة أن ينتهي في السائل وليس في حدود السائل.